# Азимов, Сарвар Алимджанович
Сарвар Алимджанович Ази́мов (20 мая 1923, Джизак — 23 февраля 1994, Ташкент) — советский, узбекский писатель, государственный деятель и дипломат. Младший брат поэта Хамида Алимджана.

## Биография
Член КПСС (1953). Окончил филологический факультет Среднеазиатского государственного университета в 1946 году. Доктор филологических наук. Чрезвычайный и полномочный посол. Заслуженный деятель науки УзССР (1973).
- В 1948—1955 годах — научный сотрудник, заведующий сектором, заместитель директора НИИ языка и литературы имени А.С.Пушкина АН УзССР.
- В 1955—1956 годах — заведующий Отделом науки и культуры ЦК КП Узбекистана.
- В 1956—1957 годах — первый секретарь Правления Союза писателей Узбекистана.
- В 1957—1959 годах — министр культуры Узбекской ССР.
- В 1959—1969 годах — заместитель председателя Совета Министров, министр иностранных дел Узбекской ССР.
- В 1969—1974 годах — чрезвычайный и полномочный посол СССР в Ливане[1].
- В 1974—1980 годах — чрезвычайный и полномочный посол СССР в Пакистане[1].
- В 1980—1988 годах — первый секретарь Правления Союза писателей Узбекистана.
- В 1988—1991 годах — министр иностранных дел Узбекской ССР.
- В 1990—1991 годах — член Президентского совета Узбекистана.

Депутат Совета Национальностей Верховного Совета СССР от Узбекской ССР, депутат Верховного Совета Узбекской ССР (1959—1971 и с 1981). Член ЦК КП Узбекистана (1961—1970 и с 1981)

## Творчество
Автор нескольких учебников по литературе.

### Пьесы
- «Кровавый мираж»[1] (1964).
- «Я вижу звёзды»[1] (1966).
- «Драма века»[1] (1968).

### Повести и рассказы
- «Радуга» (1964).
- «Два сердца — два мира» (1967).
- «Звездоокая»[1] (1968).
- «Песни о белом рассвете» (повесть)[1]

### Киносценарии
- 1965 — «Листок из блокнота» (в соавторстве с Н. В. Рожковым).
- 1968 — «Сыны Отечества» (в соавторстве с Н. В. Рожковым).

## Награды и звания
- Орден Октябрьской Революции (1983)
- три ордена Трудового Красного Знамени (в том числе 01.03.1965)[3]
- народный писатель Узбекской ССР (1983)[1]